# サンドラ・ジュリアン
サンドラ・ジュリアン（Sandra Julien、1950年2月14日 - ）は、フランスの女優である。

## 人物・来歴
1950年（1951年説もあり）2月14日、トゥーロンに生まれる。彼女の女優としてのキャリアは数年だが、ジャン・ローラン監督による映画「ヴァンパイアの震え」（fr:Le Frisson des vampires）(1970)によって記憶されている。
東映に招聘され、2本の作品に主演している。『徳川セックス禁止令/色情大名』では主題歌も歌っており(作詞作曲は荒木一郎)、『セクシー・ポエム』という題のアルバムも出している。

## 出演作
- 催淫吸血鬼（1970）
- 色情日記（1971）
- 現代ポルノ伝 先天性淫婦（1971）
- 徳川セックス禁止令 色情大名 （1972）
- サンドラ・ジュリアン／色情狂の女 （1972）
- サンドラ・ジュリアン／変態白書 （1972）
- ウーマン・ゼリー／満熟 （1981）